# Juan Morales (Langstreckenläufer)
Juan Morales (Juan Morales Rodríguez; * 1. Oktober 1909; † unbekannt) war ein mexikanischer Langstreckenläufer.
Bei den Olympischen Spielen 1932 schied er über 5000 Meter im Vorlauf aus und wurde Siebter über 10.000 Meter in 32:03,0 min.